# 641 Agnes
För andra betydelser, se Agnes.
641 Agnes eller 1907 ZX är en asteroid i huvudbältet, som upptäcktes 8 september 1907 av den tyske astronomen Max Wolf i Heidelberg. Namnets ursprung är okänt.
Asteroiden har en diameter på ungefär 9 kilometer och den tillhör asteroidgruppen Flora.